# Bắt cá bằng tay

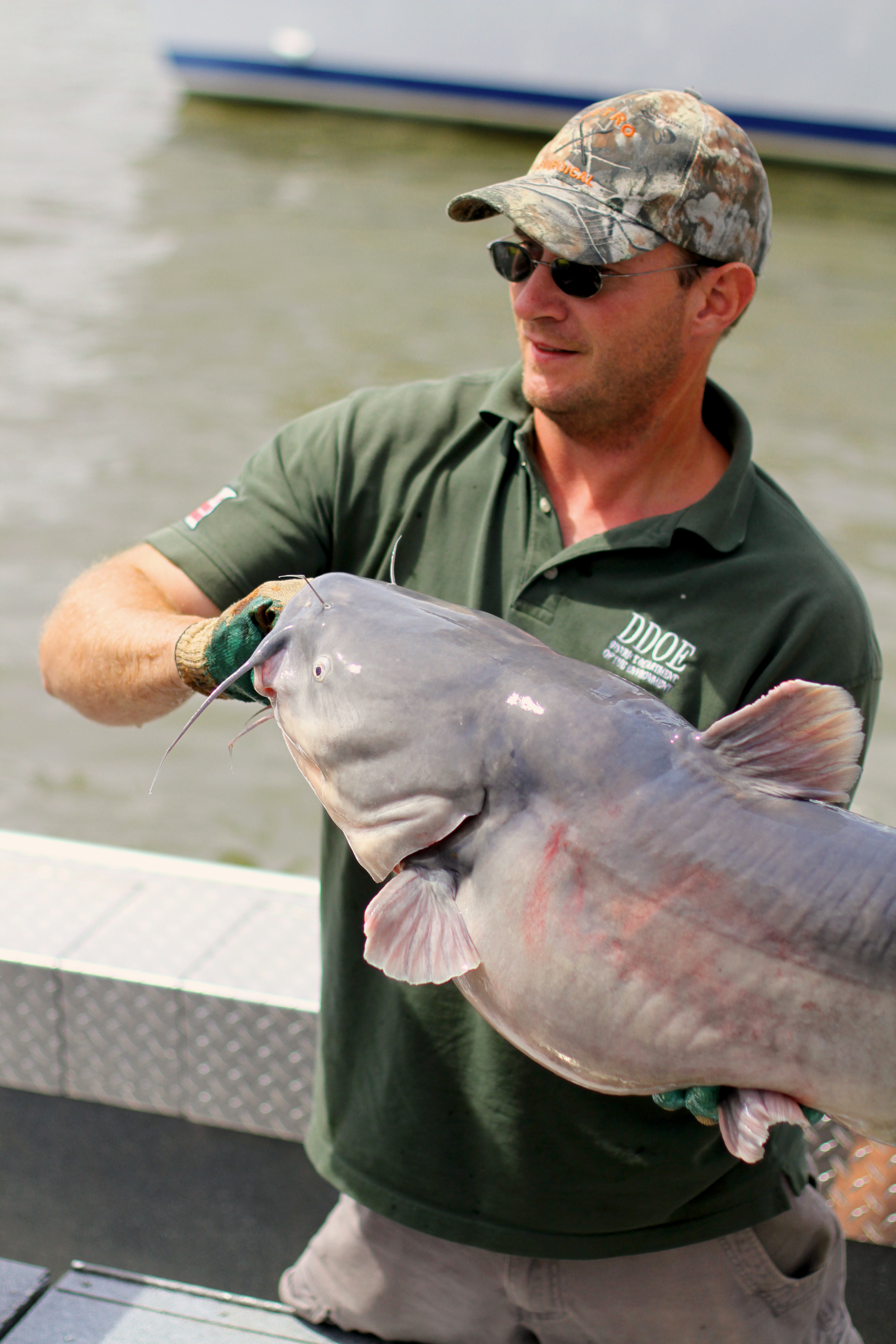
Bắt cá bằng tay ở Mỹ

Bắt cá bằng tay không hay còn gọi là Noodling là một trò chơi bắt các loại cá da trơn mà chỉ được sử dụng tay không, hoặc bằng chân và chủ yếu diễn ra ở miền Nam nước Mỹ, nó chính là việc dùng tay trần làm mồi nhử tóm cá khổng lồ. Trò thể thao mạo hiểm này còn được gọi bằng nhiều tên khác nữa như handfishing, hogging, tickling, grabbling, stumping.
Những người tham gia chơi trò này bằng cách phải thò bàn tay của mình vào bên trong một lỗ cá tra mà họ phát hiện để kéo chúng ra, khi tham gia họ chỉ chờ những con cá da trơn khổng lồ há miệng đớp vào tay họ, sau đó, người săn cá sẽ chớp cơ hội tóm lấy miệng rộng ngoác của nó, luồn ngón tay vào mang hoặc vách hô hấp, rồi lôi tuột nó ra khỏi hang ẩn náu. Người nào bắt được con cá có kích thước lớn nhất thì sẽ chiến thắng.
Nhiều chương trình về bắt cá bằng tay không được trình chiếu trên nhiều kênh truyền hình lớn như kênh Discovery (bắt đầu trình chiếu vào ngày 14 tháng 11, năm 2003) và Sêri truyền hình Catfishin' Kings (Vua Cá trê) và tiếp theo đó là chương trình Hillbilly Handfishin (Bắt cá thô sơ hay là Những người miền núi bắt cá bằng tay) và Top Hooker (Những tay câu hàng đầu) trên kênh Animal Planet là những chương trình được đón nhận.

## Tổng quan

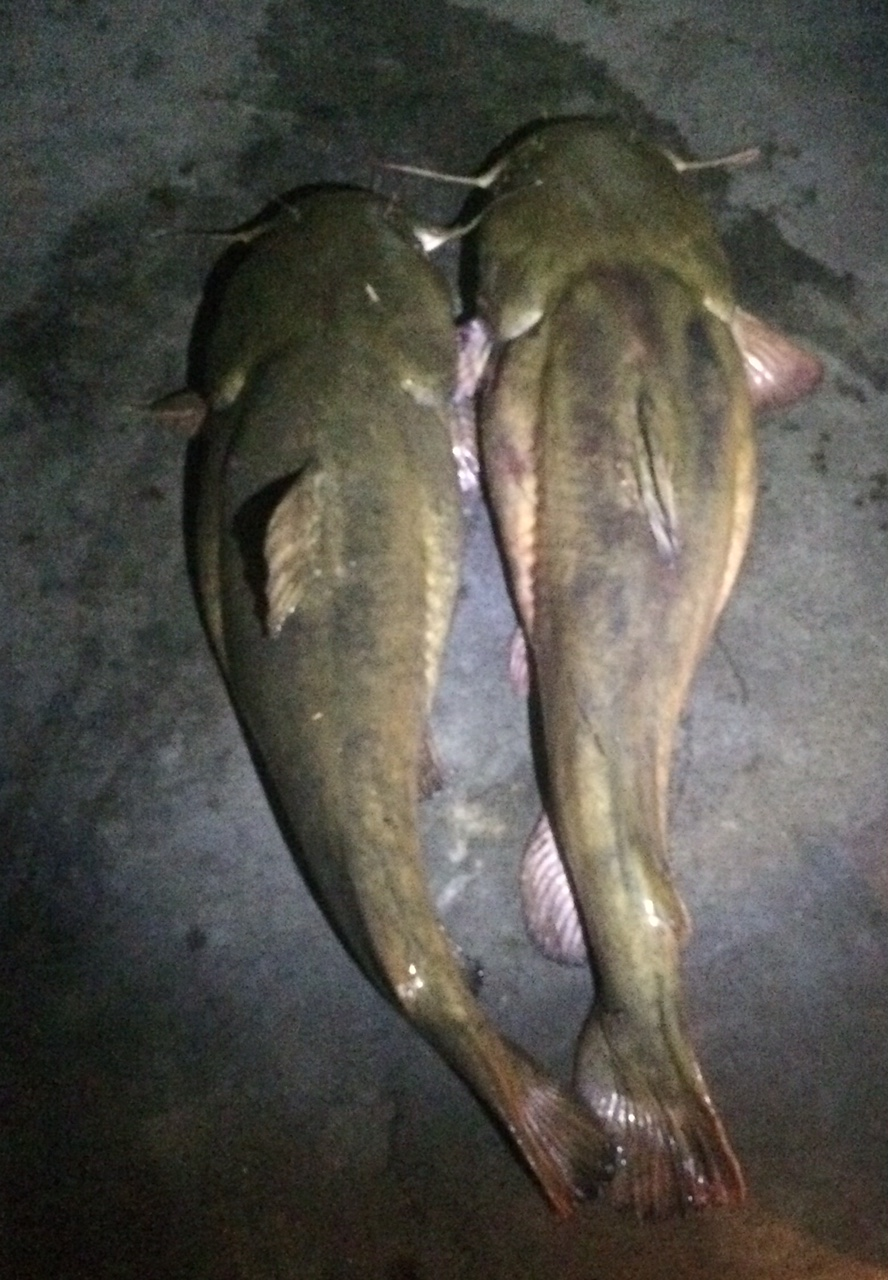
Cá trê đầu bẹt loài cá là đối tượng của bắt cá bằng tay

Từ mùa hè, ở Mỹ, ngoài giới đi câu, thì xuất hiện một hội săn cá mạo hiểm bằng tay và nó đã được trở thành một Lễ hội bắt cá bằng tay (Festival Okie Noodling). Lễ hội này khá nổi tiếng ở nước Mỹ, được tổ chức hàng năm tại thung lũng Pauls, Oklahoma, được tổ chức hàng năm. Đây là một cuộc thi mà người dân phải dùng tay không bắt cá trong vòng 24 giờ và người thắng cuộc là người bắt được con cá lớn nhất. Nếu sử dụng bất cứ móc câu hay mồi câu để bắt cá thì sẽ bị loại khỏi cuộc chơi vì phạm luật.
Cuộc thi kiểu này có khẩu hiệu là Không lưỡi câu, không cần mồi, không sợ hãi đã phần nào chứng tỏ mức độ nguy hiểm, độc đáo của nó. Những ngư dân tham gia cuộc thi phải đối mặt với những mối nguy hiểm đang ẩn sâu dưới hồ như rắn, hải ly, hay những rùa Snapping để bắt được những con quái vật trong hồ. Lucy Millsap là người phụ nữ đầu tiên trong lịch sử giành giải vô địch của cuộc thi bắt cá da trơn lần thứ 14 diễn ra ở Oklahoma.
Trò bắt cá bằng tay này được ưa chuộng ở vùng Trung Mỹ. Tuy nhiên, ở nhiều nơi nó bị cấm, trong khi săn cá bằng lưỡi câu thì không cấm trong đó Câu cá bằng tay là môn thể thao mạo hiểm rất được ưa chuộng ở các bang miền Nam nước Mỹ. Texas và 11 bang khác ở miền Nam nước Mỹ (chẳng hạn như Alabama, Arkansas, Gruzia, Illinois, Kentucky, Mississippi, North Carolina, Oklahoma, South Carolina, Tennessee, và Wisconsin) được phép tổ chức cuộc thi câu cá mạo hiểm bằng tay này. Ngoại trừ 14 bang ở miền Nam, những bang còn lại ở Mỹ cấm tổ chức cuộc thi câu cá kiểu này vì những người tham gia có thể gặp nguy hiểm tới tính mạng nếu như họ thò tay vào trong hang không phải tóm được cá da trơn mà lại là rùa khổng lồ, hải ly hoặc rắn độc.

## Phương thức

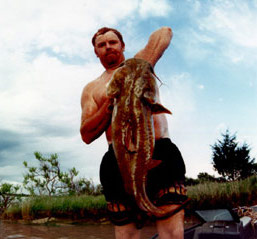
Nhà vô địch bắt cá bằng tay

Đây là một trò câu cá thu hút nhiều người tham gia, điều đặc biệt, họ không dùng bất cứ thiết bị nào ngoài đôi tay của mình để bắt cá. Loài cá mà những người bắt cá bằng tay này nhắm đến là loài cá da trơn khổng lồ. Những con cá bắt bằng tay phải có trọng lượng khổng lồ, nặng vài chục kg. Bắt đầu từ mùa hè, loài cá da trơn nước ngọt khổng lồ này đào hang làm ổ. Chúng thường đào hang ở bờ sông, những vùng ngập nước, dưới những cây đổ, hốc đá, những vũng bùn. Thời gian sinh sản kéo dài từ giữa hè đến tận giữa mùa xuân, khi nhiệt độ nước tăng lên 21 độ C. Chúng đẻ trứng vào ổ và bảo vệ trứng. Khi đã đẻ trứng rồi, thì nó sẽ không ra khỏi ổ, mà bảo vệ trứng.
Khi phát hiện hang ổ, thợ săn cá sẽ bịt các ngách, dùng gậy chọc sâu vào trong. Bằng sự cảm nhận, họ sẽ phát hiện trong hang là cá da trơn, hay rắn, rùa, hải ly. Trong thời gian sinh sản, loài cá này rất hung dữ, sẵn sàng tấn công bất cứ thứ gì đến hang ổ của chúng. Những cái hang có thể được đào vào lòng đất rất sâu, người chui không vừa, nên cách duy nhất có thể tóm được nó là dùng cánh tay làm mồi nhử. Người săn cá sẽ luồn cánh tay vào thật sâu trong hang, đến tận ổ của nó, rồi liên tục vẫy vẫy các ngón tay.
Với những hang ổ vùng nước nông, thì người săn cá thoải mái hành động, nhưng ở chỗ nước sâu, phải lặn xuống để thò tay vào hang, thì phải có một vài người hỗ trợ, phòng khi bất trắc.Khi bị khuấy động không gian sống, loài cá khổng lồ này sẽ rất tức giận. Nó sẽ tấn công kẻ phá hoại. Chỉ chờ cá da trơn khổng lồ này há miệng đớp vào tay, người săn cá sẽ chớp cơ hội tóm lấy cái miệng rộng ngoác của nó, luồn ngón tay vào mang hoặc vách hô hấp, rồi lôi tuột nó ra khỏi hang. Tóm được miệng nó chưa phải đã xong, mà còn diễn ra cuộc vật lộn khốc liệt dưới nước để khuất phục nó. Khi đã kéo được con cá lên mặt nước, vào gần bờ, phải có người giúp sức banh miệng nó ra để người bắt cá rút bàn tay khỏi cái miệng tua tủa răng của loài cá này.

## Những nguy hiểm
Noodling có thể dẫn đến các vết thương cho người chơi khi thò tay vào bắt cá. Điều này có thể được kéo giảm bằng cách đeo găng tay và quần áo bảo hộ khác. Cụt ngón tay cũng là một nguy cơ cao cho dù từ vết cắn hoặc nhiễm trùng. Ngoài ra người chơi còn có thêm nguy cơ chết đuối nếu bị vướng hoặc kẹt tay trong các lỗ, ngoài ra những mối nguy hiểm khác đe dọa cho người chơi khi những động vật như cá sấu, rắn, hải ly, chuột xạ và rùa sẽ sống trong các hang của cá đã bỏ đi và nó sẽ cắn tay người chơi
Ở trên bờ con người có sức mạnh, sự nhanh nhẹn, nhưng môi trường nước lại ủng hộ loài cá này. Nếu không có sức mạnh và kinh nghiệm, người săn cá có thể bị cắn đứt tay, hoặc ít ra sẽ bị cắn toạc da. Đã từng có người tử nạn vì bị con cá quá lớn phập bộ hàm vào tay và kéo xuống đáy sông sâu. Không ít thợ săn cá gặp phải nguy hiểm, khi trong hang cá không phải là chú cá da trơn, mà lại là con rùa khổng lồ, hải ly hoặc rắn độc. Có một thực tế là những loài này thường mò đến ổ cá để kiếm ăn. Nếu bị hải ly đớp, thì thợ săn cá mất một vài ngón tay là chuyện bình thường.
Vì việc săn cá bằng tay không rất nguy hiểm, nên có nhiều nhóm đã dùng găng tay để an toàn hơn. Tuy nhiên, việc dùng gang tay làm mất đi sự mạo hiểm chính là linh hồn của thú săn cá, nên nó không được ưa chuộng. Chính sự mạo hiểm như vậy lại càng thu hút sự tham gia của nhiều người. Và từ lâu, tại một số bang ở Mỹ, trò bắt cá bằng tay đã biến thành một môn thể thao để thi thố tài năng, sự dũng cảm. Nhiều nơi cấm trò này không phải vì tính mạng của người săn cá, mà theo các chuyên gia thì nó đe dọa trữ lượng cá da trơn. Việc bắt cá da trơn từ ổ của nó sẽ khiến lượng lớn trứng bị hỏng. Vì cấm săn cá bằng tay, mà giới mê noodling đã nghĩ ra một cách để chống đối nhà chức trách. Đó là, họ cũng mò mẫm bờ sông tìm hang cá. Nhưng họ không dùng tay không bắt cá, mà cầm một cái móc sắt nhử cá. Tóm cá bằng cái móc này lại không phạm luật.